# Zacatepec, Tetela de Ocampo
Zacatepec är en ort i Mexiko.   Den ligger i kommunen Tetela de Ocampo och delstaten Puebla, i den sydöstra delen av landet, 150 km öster om huvudstaden Mexico City. Zacatepec ligger 1 829 meter över havet och antalet invånare är 321.
Terrängen runt Zacatepec är kuperad åt sydost, men åt nordväst är den bergig. Runt Zacatepec är det ganska tätbefolkat, med 75 invånare per kvadratkilometer. Närmaste större samhälle är Zaragoza, 19,4 km öster om Zacatepec. I omgivningarna runt Zacatepec växer huvudsakligen savannskog.